# Годур, Иван
Иван Годур (словац. Ivan Hodúr, родился 7 октября 1979 года в Шале) — словацкий футболист, выступавший на позиции атакующего полузащитника.

## Биография

### Клубная карьера
Начинал карьеру в Середе, откуда позже перешёл в команду «Нитра» и стал её капитаном, сыграв 56 матчей. О нём говорили как о новом Любомире Моравчике, однако он не предотвратил вылет «Нитры» в 2000 году во Вторую лигу Словакии.
С 2001 по 2007 годы Годур играл за «Слован» из Либерца в чемпионате Чехии, с которым дважды выиграл чемпионат Чехии в 2002 и 2006 годах. В 2002 году его команда столкнулась с «Миланом» в Кубке УЕФА на стадии 1/4 финала: в двухматчевой серии в гостях словаки проиграли 0:1, а дома вели 2:0, но из-за неожиданного гола Филиппо Индзаги выбыли из борьбы. В сезоне 2006/2007 она боролась за выход в Лигу чемпионов УЕФА, однако в двухматчевом противостоянии против московского «Спартака», несмотря на гол Годура с пенальти, проиграла российскому клубу. В 2007 году его клуб в предпоследнем туре упустил золото чемпионата страны в связи с параллельной победой «Спарты», а в том же году проиграл в Кубке Интертото костанайскому «Тоболу» с общим счётом 1:3 и лишился шансов пробиться через этот турнир в Кубок УЕФА, а в обеих встречах Годур не использовал несколько моментов. Часть того же сезона Годур отыграл за команду «Млада Болеслав».
17 июня 2008 года он заключил двухлетний контракт с «Ружомбероком», но 4 марта 2009 года уже покинул расположение клуба и вернулся в свой первый клуб «Нитра». 14 января 2012 года заключил контракт с клубом «Заглембе» из Люблина (Польская Экстракласса), в сезоне 2013/2013 играл за трнавский «Спартак», в сезоне 2013/2014 — за ДАК 1904.

### Карьера в сборной
В составе сборной Словакии Годур сыграл 12 матчей и не отличился ни разу. Дебют состоялся 20 ноября 2002 года в товарищеской встрече против Украины, в ходе которой Годур дебютировал во втором тайме, сменив Аттилу Пинте. Участвовал в завершающих матчах отборочного цикла к чемпионату мира 2006 года против Эстонии, России и Испании.
| Матчи Ивана Годура за сборную Словакии | Матчи Ивана Годура за сборную Словакии | Матчи Ивана Годура за сборную Словакии | Матчи Ивана Годура за сборную Словакии | Матчи Ивана Годура за сборную Словакии | Матчи Ивана Годура за сборную Словакии |
| №                                      | Дата                                   | Оппонент                               | Счёт                                   | Соревнование                           |                                        |
| -------------------------------------- | -------------------------------------- | -------------------------------------- | -------------------------------------- | -------------------------------------- | -------------------------------------- |
| 1                                      | 20 ноября 2002                         | Украина                                | 1:1                                    | Товарищеский матч                      |                                        |
| 2                                      | 8 октября 2005                         | Эстония                                | 1:0                                    | Отборочный турнир ЧМ-2006              |                                        |
| 3                                      | 12 октября 2005                        | Россия                                 | 0:0                                    | Отборочный турнир ЧМ-2006              |                                        |
| 4                                      | 12 ноября 2005                         | Испания                                | 1:5                                    | Отборочный турнир ЧМ-2006              |                                        |
| 5                                      | 16 ноября 2005                         | Испания                                | 1:1                                    | Отборочный турнир ЧМ-2006              |                                        |
| 6                                      | 1 марта 2006                           | Франция                                | 1:0                                    | Товарищеский матч                      |                                        |
| 7                                      | 20 мая 2006                            | Бельгия                                | 1:1                                    | Товарищеский матч                      |                                        |
| 8                                      | 18 августа 2006                        | Мальта                                 | 3:0                                    | Товарищеский матч                      |                                        |
| 9                                      | 2 сентября 2006                        | Кипр                                   | 6:1                                    | Отборочный турнир ЧЕ-2008              |                                        |
| 10                                     | 6 сентября 2006                        | Чехия                                  | 0:3                                    | Отборочный турнир ЧЕ-2008              |                                        |
| 11                                     | 7 октября 2006                         | Уэльс                                  | 5:1                                    | Отборочный турнир ЧЕ-2008              |                                        |
| 12                                     | 11 октября 2006                        | Германия                               | 1:4                                    | Отборочный турнир ЧЕ-2008              |                                        |

Итого: 12 матчей; 5 побед, 4 ничьих, 3 поражения.

### Дисквалификация
В сентябре 2013 года Годур, выступавший за ДАК 1904, и его одноклубники Томаш Хубер, Марек Божонь и Михал Диан были обвинены в организации договорных матчей. Дело было заведено в рамках грандиозного футбольного скандала в Чехии и Словакии: полицией Чехии были арестованы 12 бывших и действующих футболистов из клубов «Теплице», «Яблонец», «Усти-над-Лабем» и «Роуднице-над-Лабем». Годуру инкриминировалось получение взятки в обмен на сдачу четырёх из восьми последующих встреч чемпионата Словакии. Всех игроков отстранили до завершения расследования от выступлений за клубы.
В декабре 2013 года дисциплинарная комиссия Словацкого футбольного союза объявила о дисквалификации Годура на 14 лет и запрете заниматься любой деятельностью в сфере футбола, однако в мае 2014 года ФИФА приняла решение об ужесточении наказания и продлила дисквалификацию до 25 лет, прибавив к уже имеющемуся сроку Годура ещё 11 лет. Помимо Годура, тем же решением ФИФА за организацию договорных встреч были наказаны ещё один словак Роберт Рак (14 лет) и тринадцать игроков из Эстонии, в том числе пожизненно дисквалифицированный россиянин Ярослав Дмитриев из таллинского «Аякса Ласнамяэ».

## Достижения
- Чемпион Чехии: 2002, 2006